# IX emendamento della Costituzione degli Stati Uniti d'America
Il IX emendamento della Costituzione degli Stati Uniti d'America (Emendamento IX) riguarda i diritti, mantenuti dal popolo, che non sono specificamente enumerati nella Costituzione. Fa parte della Carta dei diritti. L'emendamento fu introdotto durante la stesura della Carta dei diritti, quando alcuni dei Padri Fondatori si preoccuparono che le generazioni future potessero sostenere che, poiché un certo diritto non era elencato nella Carta dei diritti, non esisteva. Tuttavia, il Nono Emendamento ha raramente svolto un ruolo nel diritto costituzionale statunitense e fino agli anni '80 era spesso considerato “dimenticato” o “irrilevante” da molti studiosi di diritto.
Nella causa United Public Workers v. Mitchell, la Corte Suprema degli Stati Uniti ha stabilito che i diritti contenuti nel IX o X emendamento non possono essere utilizzati per contestare l'esercizio dei poteri enumerati da parte del governo: "Se il potere concesso viene trovato, necessariamente l'obiezione di invasione di quei diritti, riservati dal Nono e dal Decimo Emendamento, deve essere respinta". Alcuni studiosi hanno assunto una posizione diversa e hanno contestato il ragionamento della Corte, mentre altri studiosi hanno concordato con il ragionamento della Corte.

## Testo
L'emendamento, così come proposto dal Congresso nel 1789 e successivamente ratificato come Nono Emendamento, recita quanto segue:

## Il contesto prima dell'adozione
Quando la Costituzione degli Stati Uniti fu sottoposta alla ratifica degli Stati dopo essere stata firmata il 17 settembre 1787, gli Antifederalisti sostennero la necessità di aggiungere una Carta dei diritti. Uno degli argomenti addotti dai federalisti contro l'aggiunta di una Carta dei diritti, durante i dibattiti sulla ratifica della Costituzione, era che un elenco di diritti avrebbe potuto ampliare in modo problematico i poteri specificati nell'Articolo Uno, Sezione 8 della nuova Costituzione. Ad esempio, ne Il Federalista, Alexander Hamilton si chiedeva: “Perché dichiarare che non devono essere fatte cose che non si ha il potere di fare?”. Allo stesso modo, James Madison spiegò a Thomas Jefferson: “Ritengo che in una certa misura... i diritti in questione siano riservati dal modo in cui i poteri federali sono concessi” dall'Articolo Uno, Sezione 8 della Costituzione.

Gli antifederalisti continuarono a sostenere una Carta dei diritti durante i dibattiti di ratifica, ma erano anche contrari alla ratifica, e di conseguenza molte convenzioni statali di ratifica diedero il loro assenso con risoluzioni di accompagnamento che proponevano di aggiungere emendamenti. Nel 1788, la Convenzione di ratifica della Virginia tentò di risolvere il problema individuato da Hamilton e dai Federalisti proponendo un emendamento costituzionale che specificava:
Che le clausole che dichiarano che il Congresso non eserciterà determinati poteri non siano interpretate in alcun modo per estendere i poteri del Congresso. Ma che possano essere interpretate sia come eccezioni ai poteri specificati, laddove ciò si verifichi, sia come inserite semplicemente per maggiore cautela.
Questa proposta portò infine al Nono Emendamento. Nel 1789, mentre presentava alla Camera dei rappresentanti diciannove progetti di emendamento, James Madison affrontò quello che sarebbe diventato il nono emendamento come segue:
È stato anche obiettato contro una Carta dei Diritti che, enumerando particolari eccezioni alla concessione del potere, si screditerebbero i diritti che non sono stati inseriti in tale enumerazione; e si potrebbe dedurre che i diritti che non sono stati individuati erano destinati ad essere assegnati nelle mani del Governo Generale, e di conseguenza erano insicuri. Questa è una delle argomentazioni più plausibili che abbia mai sentito contro l'ammissione di una Carta dei Diritti in questo sistema, ma ritengo che si possa evitare. Ho tentato di farlo, come gli onorevoli colleghi potranno constatare esaminando l'ultima clausola della quarta risoluzione.
Come Alexander Hamilton, Madison era preoccupato che l'enumerazione dei vari diritti potesse "ampliare i poteri delegati dalla Costituzione". Per cercare di risolvere questo problema, Madison presentò al Congresso questa bozza:
Le eccezioni qui o altrove nella Costituzione, fatte a favore di particolari diritti, non devono essere interpretate in modo da diminuire la giusta importanza di altri diritti mantenuti dal popolo, o di ampliare i poteri delegati dalla Costituzione, ma come effettive limitazioni di tali poteri, o come inserite solo per maggiore cautela.
Si trattava di una forma intermedia del Nono Emendamento che prendeva in prestito dalla proposta della Virginia, pur prefigurando la versione finale.

Il testo finale del Nono Emendamento, come la bozza di Madison, parla di altri diritti oltre a quelli enumerati nella Costituzione. Il carattere di questi altri diritti fu indicato da Madison nel suo discorso di presentazione della Carta dei diritti (corsivo aggiunto):
È stato detto, a mo' di obiezione a una carta dei diritti... che nel governo federale non è necessaria, perché i poteri sono enumerati, e ne consegue che tutto ciò che non è concesso dalla costituzione è preservato; che la costituzione è una carta dei poteri, il cui grande capitale è costituito dai diritti del popolo; e, pertanto, una carta dei diritti non può essere così necessaria come se il capitale fosse gettato nelle mani del governo. Ammetto che queste argomentazioni non sono del tutto prive di fondamento, ma non sono così conclusive nella misura in cui sono state proposte. È vero che i poteri del governo generale sono circoscritti; sono diretti a particolari obiettivi; ma anche se il governo si mantiene entro questi limiti, ha alcuni poteri discrezionali per quanto riguarda i mezzi, che possono essere oggetto di abuso.
Gli emendamenti dal primo all'ottavo riguardano i mezzi con cui il governo federale esercita i suoi poteri enumerati, mentre il nono emendamento riguarda un “grande residuo” di diritti che non sono stati “gettati nelle mani del governo”, come disse Madison. Il Nono Emendamento entrò a far parte della Costituzione il 15 dicembre 1791, dopo la ratifica di tre quarti degli Stati.

La forma finale dell'emendamento ratificato dagli Stati è la seguente:
L'enumerazione nella Costituzione di alcuni diritti non deve essere interpretata come negazione o diminuzione di altri diritti del popolo.

## Interpretazione Giudiziaria
Il Nono Emendamento è stato generalmente considerato dai tribunali come una negazione di qualsiasi espansione del potere governativo a causa dell'enumerazione dei diritti nella Costituzione, ma l'Emendamento non è stato considerato come un'ulteriore limitazione del potere governativo. La Corte Suprema degli Stati Uniti lo ha spiegato nella causa U.S. Public Workers v. Mitchell:
“Se il potere viene concesso, necessariamente l'obiezione dell'invasione di quei diritti, riservati dal Nono e dal Decimo Emendamento, deve essere respinta”.
La Corte Suprema ha stabilito in Barron v. Baltimore (1833) che la Carta dei diritti è applicabile dai tribunali federali solo contro il governo federale, non contro gli Stati. Pertanto, il Nono Emendamento si applicava originariamente solo al governo federale, che è un governo con poteri enumerati.

Alcuni giuristi hanno affermato che il Nono Emendamento è rilevante per l'interpretazione del XIV Emendamento. Il giudice Arthur Goldberg, affiancato dal presidente della Corte Suprema Earl Warren e dal giudice William Brennan, ha espresso questo punto di vista in un'opinione concorde nella causa Griswold contro il Connecticut (1965):
I Costituenti non intendevano che i primi otto emendamenti fossero interpretati in modo da esaurire i diritti fondamentali... Non intendo dire che il ... nono emendamento costituisca una fonte indipendente di diritti protetti dalla violazione da parte degli Stati o del governo federale... Mentre il Nono Emendamento e l'intera Carta dei diritti originariamente riguardavano restrizioni al potere federale, il successivo Quattordicesimo Emendamento proibisce anche agli Stati di limitare le libertà personali fondamentali. Inoltre, il Nono Emendamento, indicando che non tutte queste libertà sono specificamente menzionate nei primi otto emendamenti, è sicuramente rilevante per mostrare l'esistenza di altri diritti personali fondamentali, ora protetti dalla violazione statale e federale. In sintesi, il Nono Emendamento fornisce semplicemente un forte sostegno all'opinione che la “libertà” protetta dal Quinto e dal Quattordicesimo Emendamento dalla violazione da parte del governo federale o degli Stati non è limitata ai diritti specificamente menzionati nei primi otto emendamenti. Cfr. United Public Workers v. Mitchell, 330 U.S. 75, 94-95.
A sostegno della sua interpretazione del nono emendamento, Goldberg ha citato il discorso di Madison alla Camera dei Rappresentanti e Il Federalista n. 84 di Alexander Hamilton:
Mi spingo oltre e affermo che i disegni di legge sui diritti, nel senso e nell'estensione in cui vengono richiesti, non solo non sono necessari nella versione proposta della Costituzione, ma sarebbero addirittura pericolosi. Essi conterrebbero varie eccezioni a poteri che non sono stati concessi e, proprio per questo motivo, offrirebbero un pretesto per rivendicare più di quanto sia stato concesso. Perché dichiarare che non si possono fare cose che non si ha il potere di fare? Perché, ad esempio, si dovrebbe dire che la libertà di stampa non deve essere limitata quando non è stato dato alcun potere per imporre restrizioni? Non voglio sostenere che una simile disposizione conferisca un potere di regolamentazione; ma è evidente che fornirebbe, a uomini disposti a usurpare, un pretesto plausibile per rivendicare tale potere.
Ma i due giudici che avevano dissentito in Griswold risposero che Goldberg aveva sbagliato a invocare il nono come un'autorità. Il dissenso di Hugo Black affermava:
Il mio Confratello GOLDBERG ha adottato la recente scoperta che il Nono Emendamento, così come la Clausola del Giusto Processo, possono essere usati da questa Corte come autorità per abbattere tutte le leggi statali che questa Corte ritiene violino "principi fondamentali di libertà e giustizia", o siano contrarie alle "tradizioni e alla coscienza [collettiva] del nostro popolo". ... Si dovrebbe certamente guardare ben oltre il linguaggio del Nono Emendamento per trovare che i Costituenti abbiano conferito a questa Corte un potere di veto impressionante sull'attività legislativa, sia da parte degli Stati sia da parte del Congresso. Né la storia dell'Emendamento offre alcun sostegno a una dottrina così sconvolgente. L'intera storia dell'adozione della Costituzione e della Carta dei Diritti indica il contrario, e lo stesso materiale citato dal mio Confratello GOLDBERG dimostra che il Nono Emendamento era inteso a proteggere dall'idea che, "enumerando particolari eccezioni alla concessione di poteri" al Governo Federale, "quei diritti che non erano stati individuati erano destinati ad essere assegnati nelle mani del Governo Generale [gli Stati Uniti], e di conseguenza erano insicuri". L'emendamento fu approvato non per ampliare i poteri di questa Corte o di qualsiasi altro dipartimento del “Governo generale”, ma, come ogni studente di storia sa, per assicurare al popolo che la Costituzione, in tutte le sue disposizioni, intendeva limitare il Governo federale ai poteri concessi espressamente o per necessaria implicazione. ... Per un secolo e mezzo non si è mai pensato che il Nono Emendamento, emanato per proteggere i poteri degli Stati dall'invasione federale, potesse essere usato come arma del potere federale per impedire alle legislature statali di approvare leggi che ritengono appropriate per governare gli affari locali.
E il dissenso di Potter Stewart disse:
Dire che il Nono Emendamento ha qualcosa a che fare con questo caso significa fare i salti mortali con la storia. Il Nono Emendamento, come il suo compagno, il Decimo, che secondo questa Corte "non afferma altro che un'ovvietà: tutto ciò che non è stato ceduto viene mantenuto", United States v. Darby, 312 U.S. 100, 312 U.S. 124, è stato redatto da James Madison e adottato dagli Stati semplicemente per chiarire che l'adozione della Carta dei diritti non alterava il piano secondo cui il governo federale doveva essere un governo di poteri espliciti e limitati, e che tutti i diritti e i poteri non delegati ad esso erano mantenuti dal popolo e dai singoli Stati. Fino ad oggi, nessun membro di questa Corte ha mai suggerito che il Nono Emendamento avesse un significato diverso, e l'idea che una corte federale potesse mai usare il Nono Emendamento per annullare una legge approvata dai rappresentanti eletti del popolo dello Stato del Connecticut avrebbe suscitato non poca meraviglia in James Madison.
Dopo Griswold, alcuni giudici hanno cercato di usare il Nono Emendamento per giustificare l'applicazione giudiziaria di diritti non enumerati. Ad esempio, la Corte distrettuale che ha esaminato il caso Roe v. Wade si è pronunciata a favore di un "diritto del Nono Emendamento di scegliere di abortire", pur sottolineando che il diritto non era "incondizionato o illimitato". Tuttavia, il giudice William O. Douglas respinse questo punto di vista; Douglas scrisse che “il Nono Emendamento ovviamente non crea diritti applicabili a livello federale”. Vedi Doe contro Bolton (1973). Douglas si è unito all'opinione di maggioranza della Corte Suprema degli Stati Uniti nella causa Roe, in cui si affermava che un diritto alla privacy applicabile a livello federale, “sia che si fondi sul concetto di libertà personale e di restrizioni all'azione statale del Quattordicesimo Emendamento, come riteniamo che sia, sia che si basi, come ha stabilito la Corte distrettuale, sulla riserva di diritti al popolo del Nono Emendamento, è abbastanza ampio da comprendere la decisione di una donna di interrompere o meno la gravidanza”.
La Corte d'Appello del Sesto Circuito ha affermato in Gibson v. Matthews, 926 F.2d 532, 537 (6° circ. 1991) che il Nono Emendamento intendeva viziare la massima expressio unius est exclusio alterius secondo la quale la menzione esplicita di una cosa esclude tutte le altre:
Il nono emendamento non conferisce diritti sostanziali in aggiunta a quelli conferiti da altre parti della nostra legge. Il nono emendamento è stato aggiunto alla Carta dei diritti per garantire che la massima expressio unius est exclusio alterius non fosse usata in un secondo momento per negare i diritti fondamentali solo perché non erano specificamente enumerati nella Costituzione.
Il giudice Antonin Scalia ha espresso l'opinione, nell'opinione in dissenso nella causa Troxel v. Granville, che:
La Dichiarazione d'Indipendenza... non è una prescrizione legale che conferisce poteri ai tribunali; e il rifiuto della Costituzione di "negare o sminuire" altri diritti è ben lontano dall'affermare uno qualsiasi di essi, e ancor più lontano dall'autorizzare i giudici a identificare quali potrebbero essere, e a far rispettare l'elenco dei giudici contro le leggi debitamente emanate dal popolo.

## Interpretazione accademica
Il professor Laurence Tribe condivide l'opinione che questo emendamento non conferisca diritti sostanziali: "È un errore comune, ma pur sempre un errore, parlare di “diritti del nono emendamento”. Il nono emendamento non è una fonte di diritti in quanto tale; è semplicemente una regola su come leggere la Costituzione”.
Nel 2000, lo storico di Harvard Bernard Bailyn ha tenuto un discorso alla Casa Bianca sul tema del Nono Emendamento. Egli ha affermato che il Nono Emendamento si riferisce a “un universo di diritti, posseduti dal popolo, diritti latenti, che devono ancora essere evocati e promulgati in legge, ... un serbatoio di altri diritti non enumerati che il popolo conserva, che col tempo possono essere promulgati in legge”. Analogamente, il giornalista Brian Doherty ha sostenuto che il Nono Emendamento “radica specificamente la Costituzione in una tradizione di diritti naturali che dice che nasciamo con più diritti di quanti qualsiasi costituzione possa mai elencare o specificare”.
Robert Bork, spesso considerato un originalista, durante la sua audizione per la conferma alla Corte Suprema ha dichiarato che un giudice non dovrebbe applicare una disposizione costituzionale come questa se non ne conosce il significato; l'esempio che Bork ha fatto è stato quello di una clausola coperta da una macchia d'inchiostro. Dopo ulteriori studi, Bork ha successivamente attribuito un significato al Nono Emendamento nel suo libro The Tempting of America. In quel libro, Bork sottoscrisse l'interpretazione dello storico costituzionale Russell Caplan, il quale affermava che l'emendamento era inteso a garantire che la Carta dei diritti federali non influisse sulle disposizioni di legge statali che limitavano i governi statali.
Randy Barnett, un originalista libertario, ha sostenuto che il Nono Emendamento richiede quella che lui chiama una presunzione di libertà. Barnett sostiene inoltre che il Nono Emendamento impedisce al governo di invalidare una sentenza di una giuria o di un tribunale di grado inferiore attraverso una rigida interpretazione della Carta dei diritti. Secondo Barnett, “lo scopo del Nono Emendamento era quello di garantire che tutti i diritti naturali individuali avessero la stessa statura e la stessa forza dopo l'enumerazione di alcuni di essi”.

Secondo il professore ed ex giudice di circoscrizione Michael W. McConnell:
I diritti mantenuti dal popolo sono effettivamente diritti naturali individuali, ma tali diritti godono esattamente dello stesso status e sono protetti allo stesso modo, come prima che la Carta dei diritti fosse aggiunta alla Costituzione. Non sono rinunciati, negati o sminuiti. Né i diritti naturali diventano “diritti costituzionali”. Sono semplicemente ciò che tutti i diritti conservati erano prima della promulgazione della Carta dei diritti: una guida all'interpretazione equa e una motivazione per la costruzione ristretta di leggi che potrebbero essere ritenute in grado di violarli, ma non superiori al diritto positivo esplicito. Questa concezione del rapporto tra i diritti naturali non enumerati e il diritto positivo assomiglia molto al rapporto tra la common law e la legislazione: la common law governa in assenza di una legislazione contraria e talvolta guida o limita l'interpretazione di statuti ambigui o troppo ampi, ma non prevale in presenza di specifiche deroghe alla legge. Questa modalità di interpretazione offre una via di mezzo tra i due poli abituali della giurisprudenza sui diritti non enumerati. Un polo sostiene che se un diritto rivendicato non può essere trovato nella Costituzione, anche applicando una costruzione liberale ai suoi termini, non ha diritto a nessuna protezione... L'altro polo sostiene che esistono diritti naturali non scritti il cui contenuto deve essere inevitabilmente determinato, in via definitiva e senza possibilità di superamento legislativo, dai giudici. Questi diritti ricevono quindi piena protezione costituzionale anche quando i rappresentanti del popolo sono giunti alla conclusione contraria... Se ho ragione sul significato del Nono Emendamento, nessuno dei due approcci è del tutto corretto. Piuttosto, l'affermazione di un diritto naturale, generalmente fondato sulla common law o su altre pratiche di lunga data, sarà applicabile dal punto di vista giudiziario a meno che non vi sia una specifica ed esplicita legge positiva in senso contrario. Ciò consente ai rappresentanti del popolo, piuttosto che ai membri della magistratura, di determinare in ultima istanza quando i diritti naturali debbano cedere alla pace, alla sicurezza e alla felicità della società.
Altri ancora, come Thomas B. McAffee, hanno sostenuto che il Nono Emendamento protegge il “residuo” di diritti non enumerati che il governo federale non è mai stato autorizzato a violare.
Secondo l'avvocato e diplomatico Frederic Jesup Stimson, i redattori della Costituzione e del Nono Emendamento intendevano che nessun diritto già detenuto sarebbe andato perduto per omissione. Il professore di diritto Charles Lund Black ha assunto una posizione simile, sebbene Stimson e Black abbiano rispettivamente riconosciuto che le loro opinioni differiscono dalla visione moderna e dalla visione prevalente negli scritti accademici.
Negli ultimi decenni gli attivisti della politica delle armi hanno talvolta sostenuto l'esistenza di un diritto naturale fondamentale di tenere e portare armi negli Stati Uniti, che è sia precedente alla Costituzione degli Stati Uniti sia coperto dal Nono Emendamento della Costituzione; secondo questo punto di vista, il II emendamento enumera solo un diritto preesistente di tenere e portare armi.

### Libri
- (EN) Randy E. Barnett, Restoring the Lost Constitution: The Presumption of Liberty, Princeton, NJ, Princeton University Press, 2005, ISBN 0-691-12376-4.
- (EN) Daniel A. Farber, Retained by the People: The "Silent" Ninth Amendment and the Constitutional Rights Americans Don't Know They Have, Perseus Books Group, 2007, ISBN 978-0-465-02298-4.
- (EN) Kurt T. Lash, The Lost History of the Ninth Amendment, Oxford University Press, 2009, ISBN 978-0-19-537261-8.

### Articoli
- (EN) Barnett, Randy, The Ninth Amendment: It Means What It Says, in Texas Law Review, vol. 85, 2006,  p. 1.
- (EN) Barnett, Randy, Kurt Lash's Majoritarian Difficulty, in Stanford Law Review, vol. 60, 2008.
- (EN) Lash, Kurt, The Lost Original Meaning of the Ninth Amendment, in Texas Law Review, vol. 83, 2004.
- (EN) Lash, Kurt, The Lost Jurisprudence of the Ninth Amendment, in Texas Law Review, vol. 83, 2005.
- (EN) Lash, Kurt, A Textual-Historical Theory of the Ninth Amendment, in Stanford Law Review, vol. 60, 2008,  p. 906.
- (EN) McConnell, Michael, The Ninth Amendment in Light of Text and History (PDF), in Cato Supreme Court Review, vol. 13, 2009–2010 (archiviato dall'url originale il 27 febbraio 2012).
- (EN) Williams, Ryan, The Ninth Amendment as a Rule of Construction, in Columbia Law Review, vol. 111, 2011,  p. 498.